# Лейксайт (Теннессі)
Лейксайт (англ. Lakesite) — місто (англ. city) в США, в окрузі Гамільтон штату Теннессі. Населення — 1856 осіб (2020).

## Географія
Лейксайт розташований за координатами 35°12′10″ пн. ш. 85°8′27″ зх. д. / 35.20278° пн. ш. 85.14083° зх. д. (35.202758, -85.140765).  За даними Бюро перепису населення США в 2010 році місто мало площу 4,36 км², уся площа — суходіл.

## Демографія
Згідно з переписом 2010 року, у місті мешкало 1826 осіб у 677 домогосподарствах у складі 557 родин. Густота населення становила 418 осіб/км².  Було 764 помешкання (175/км²).
Расовий склад населення:
| - 96,7 % — білих - 0,9 % — азіатів - 0,8 % — чорних або афроамериканців - 0,4 % — корінних американців |

До двох чи більше рас належало 1,2 %. Частка іспаномовних становила 1,8 % від усіх жителів.
За віковим діапазоном населення розподілялося таким чином: 23,2 % — особи молодші 18 років, 63,3 % — особи у віці 18—64 років, 13,5 % — особи у віці 65 років та старші. Медіана віку мешканця становила 42,7 року. На 100 осіб жіночої статі у місті припадало 99,3 чоловіків;  на 100 жінок у віці від 18 років та старших — 96,9 чоловіків також старших 18 років.
Середній дохід на одне домашнє господарство  становив 83 403 долари США (медіана — 70 809), а середній дохід на одну сім'ю — 90 761 долар (медіана — 77 188). Медіана доходів становила 48 750 доларів для чоловіків та 39 643 долари для жінок. За межею бідності перебувало 8,3 % осіб, у тому числі 8,0 % дітей у віці до 18 років та 4,8 % осіб у віці 65 років та старших.
Цивільне працевлаштоване населення становило 993 особи. Основні галузі зайнятості: освіта, охорона здоров'я та соціальна допомога — 16,5 %, роздрібна торгівля — 14,0 %, транспорт — 11,9 %, мистецтво, розваги та відпочинок — 10,6 %.